# Guy Demel
Guy Roland Demel (Orsay, 13 de junho de 1981) é um futebolista francês, naturalizado marfinense, que atualmente está sem clube.

## Carreira
Pela seleção nacional, participou da Copa do Mundo 2006. Se tornou conhecido na Copa do Mundo 2010, durante um jogo contra a seleção de Portugal, a qual trocou empurrões com Cristiano Ronaldo após uma dura entrada no atacante da Juventus.